# 탁발

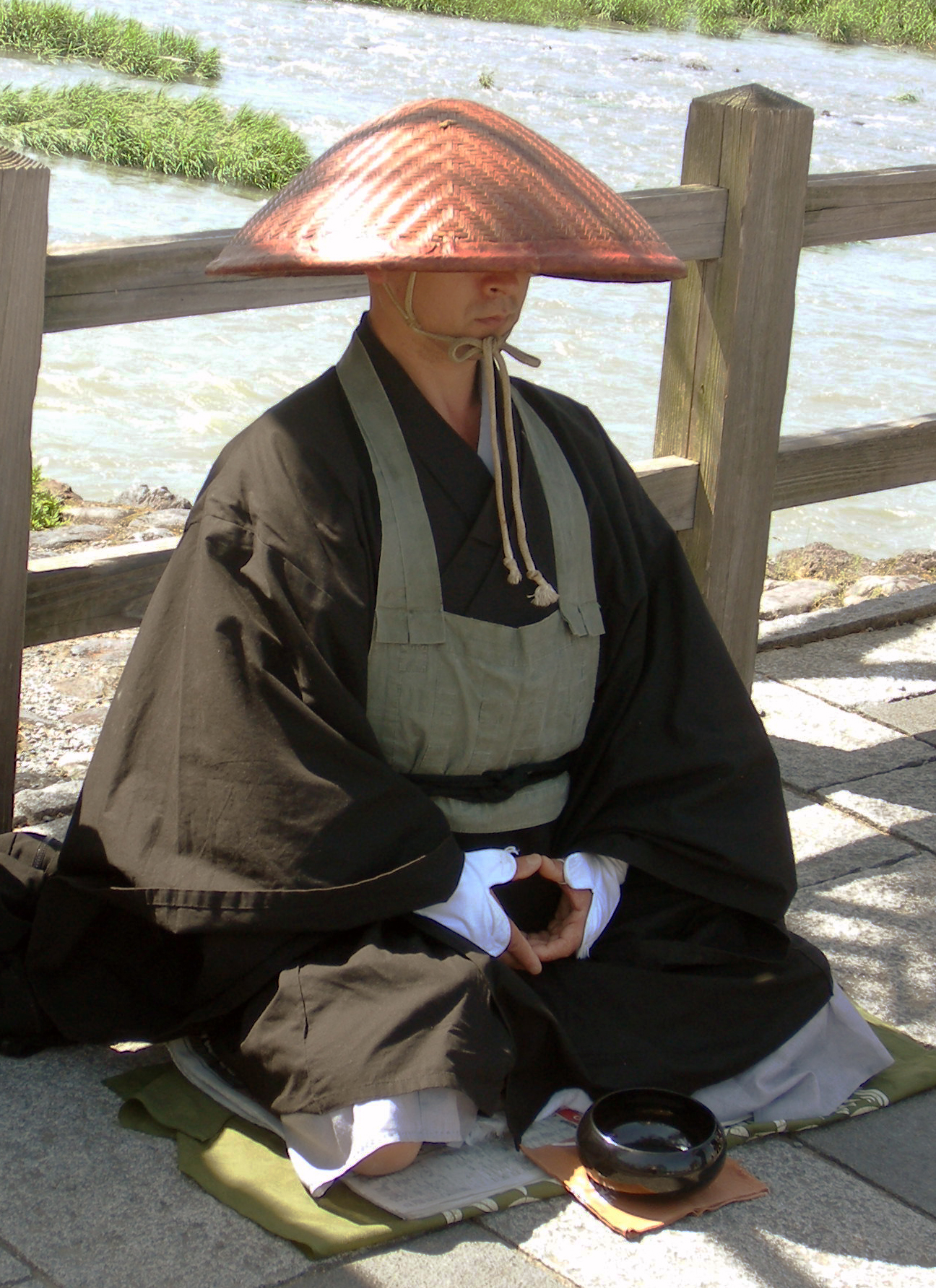
구걸 중인 조동종 승려.

탁발(托鉢, mendicancy)은 자선에 의존하여 생존을 도모하는 행위를 말한다. 사실상 동냥과 본질적으로 같지만, 대개 금욕주의의 일환으로써 종교인이나 수행자가 자발적 빈곤을 선택하여 동냥하는 것을 특히 탁발이라 한다.
가톨릭의 탁발수도회, 이슬람교 수피파의 데르비시, 자니교와 불교의 수도주의적 종파들 등이 탁발을 행한다. 유명한 탁발자로는 프란치스코와 도미니코가 있다.

## 같이 보기
- 비구
- 사미 (불교)
- 탁발수도회
- 리쉬
- 사두
- 요기
- 금욕주의
- 동냥
- 키니코스 학파
- 보시
- 은자
- 수도주의
- 슈라마나